# Thymaris levigatus
Thymaris levigatus là một loài tò vò trong họ Ichneumonidae.